# Josef Jungmann
Josef Jungmann (ur. 16 lipca 1773 w Hudlicach, zm. 14 listopada 1847 w Pradze) – czeski pisarz, językoznawca, leksykograf i tłumacz. Przedstawiciel czeskiego odrodzenia narodowego. Wydał w 1825 Historię literatury czeskiej (cz. Historie literatury české) oraz stworzył Słownik czesko-niemiecki, wydany w latach 1834–1839.

## Życiorys
Do 1788 roku uczęszczał do szkoły powszechnej w Berounie. W latach 1788–1792 uczył się w gimnazjum pijarskim w Pradze. W latach 1792–1795 studiował filozofię na Uniwersytecie Karola. Do 1799 studiował także prawo, fakultetu nie ukończył. W tym okresie pracował jako prywatny nauczyciel.
Od 1799 roku uczył w gimnazjum w Litomierzycach. W 1800 roku zawarł związek małżeński z Johanną Světecką z Černčic. Od 1800 roku uczył za darmo języka czeskiego w litomierzyckim gimnazjum. Jego uczniem, później również przyjacielem, był Antonín Marek.
W 1815 roku przeniósł się do Pragi, gdzie został dyrektorem gimnazjum Staroczeskiego. Dwa lata później doktoryzował się z filozofii i matematyki. W 1827 i 1838 był dziekanem Wydziału Filozoficznego, a w 1840 roku został rektorem Uniwersytetu Karola w Pradze.

## Twórczość
Twórca pierwszego czeskiego czasopisma naukowego Krok. Wokół niego skupiali się przedstawiciele czeskiego odrodzenia narodowego. Do grupy, zwanej obecnie Jungmannowską szkołą poetycką i naukową, należeli wybitni naukowcy i pisarze okresu m.in. František Palacký, Jan Evangelista Purkyně, František Ladislav Čelakovský i Antonín Marek. Z pomocą przyjaciół wydał swoje życiowe dzieło Słownik czesko-niemiecki (120 000 haseł). Słownik stał się drugim, po pracy Ausführliches Lehrgebäude der böhmischen Sprache traktującej o gramatyce języka czeskiego Josefa Dobrowskiego, dziełem będącym wyznacznikiem do stopniowego ustalenia norm pisowni języka czeskiego. Praca nad tym słownikiem była prowadzona m.in. w oparciu o istniejący już Słownik języka polskiego Samuela Lindego.

### Poezja
- Oldřich a Božena
- Elegie na smrt Stanislava Vydry

### Beletrystyka
- Rozmlouvání o jazyce českém

### Publikacje naukowe
- Nepředsudné mínění o prosodii české
- Slovesnost
- Historie literatury české aneb soustavný přehled spisů českých s krátkou historií národu, osvícení a jazyka (1825) – później nazwa skrócona Historie literatury české
- Slovník česko-německý (wydany w latach 1834–1839)

### Przekłady
Tłumaczył z niemieckiego, francuskiego i angielskiego m.in.
- Johna Miltona – Ztracený ráj[1],
- François-René de Chateaubrianda – Atala[1],
- dzieła Schillera i Goethego.

## Ciekawostki
- Był pierwszym nauczycielem, w Czechach i na Morawach, który za darmo prowadził lekcje języka czeskiego.
- Prowadził pracę nad stworzeniem pierwszej czeskiej Wielkiej Encyklopedii.
- Po odkryciu rękopisów: królowodworskiego i zielonogórskiego bronił ich prawdziwości.
- Tłumacząc starał się rozwijać język czeski. Nowe słowa tworzył w oparciu o zasady określone przez Josefa Dobrowskiego – wyszukiwał słowa w pokrewnych językach słowiańskich, następnie bohemizował je.
- W pracy edycyjnej zachowywał maksymalną wierność przekładu.
- Wspólnie z Václavem Hanką i innymi językoznawcami prowadził prace nad stworzeniem języka ogólnosłowiańskiego[3].